# Université Johannes-Gutenberg de Mayence
L’université Johannes-Gutenberg de Mayence (en allemand Johannes Gutenberg-Universität Mainz) est une université publique allemande, refondée en 1946, localisée dans la ville de Mayence, en Rhénanie-Palatinat. Elle est encore parfois appelée par son ancienne dénomination, à savoir université de Mayence (Universität Mainz), fondée en 1477.

## Histoire
La ville de Mayence était déjà le siège d'une ancienne université médiévale fondée en 1477, devenue en 1618 université de l'ordre des Jésuites et officiellement supprimée par la République française en 1798.
Tout juste nommé commandant français de la ville de Mayence en juillet 1945, Louis Théodore Kleinmann, en collaboration avec Raymond Schmittlein, le directeur général des affaires culturelles dans la zone d'occupation française en Allemagne, joue un rôle déterminant dans la reprise de la vie universitaire à Mayence et la rétablissement d'une université Johannes-Gutenberg. En reconnaissance de son action, il est nommé citoyen d'honneur de l'Université. De 1945 à 1949, il travaille en étroite coopération avec le maire de Mayence Emil Kraus.
L'université de Mayence est rouverte le 22 mai 1946 par le général d'armée Koenig,.
En 1950 la Direction générale des affaires culturelles a financé les aménagements architecturaux de l’université.
L’université compte aujourd'hui onze facultés accueillant environ 36 500 étudiants, ce qui en fait l’une des dix plus importantes universités d’Allemagne. Elle gère également le jardin botanique de Mayence.

## Facultés
La répartition actuelle date du 1er septembre 2010 : 
1. Théologie catholique et protestante
2. Sciences sociales, médiatiques et du sport
3. Droit et sciences économiques
4. Médecine
5. Philosophie et philologie
6. Linguistique appliquée et anthropologie culturelle
7. Histoire et culture
8. Physique, mathématiques et informatique
9. Chimie, pharmacie et sciences de la Terre
10. Biologie

À cela s'ajoutent les écoles supérieures de musique (Hochschule für Musik Mainz) et d'Art (Kunsthochschule Mainz), qui jouissent d'un statut leur conférant plus d'autonomie.

## Particularités

### Campus
L'université Johannes-Gutenberg dispose d'un campus, construit dans l'alignement d'une ancienne caserne de la Luftwaffe érigée en 1938 lors la remilitarisation de la Rhénanie sous le national-socialisme. Celle-ci fait aujourd'hui office de "Forum", à l'entrée du campus.
Hors du campus se trouvent le centre hospitalier universitaire tout comme la faculté de Linguistique appliquée et d'anthropologie culturelle (situé à Gemersheim). D'autres plus petits instituts et équipements sont aussi pour diverses raisons répartis hors du campus. Ainsi, le séminaire journalistique est établi à la "vieille université" près du théâtre d'État de Mayence et l'institut de pré- et protohistoire dans un bâtiment historique de la Schillerplatz. De même le cursus de cinématographie, de média-dramaturgie, tout comme les cours pratiques de journalismes et le projet télévisuelle CampusTV ne sont pas sur le campus, mais dans la maison des médias, dans la Wallstraße.
Le campus de l'Université accueille aussi l'accélérateur de particules MAMI et un réacteur nucléaire de recherche, un jardin botanique, un stade d'athlétisme ainsi qu'une piscine. Unique dans le paysage universitaire allemand: l'intégration des écoles supérieurs de musique et d'art et du sport dans une université.
À côte de l'Université, mais toujours sur le campus, on trouve l'institut Max Planck de chimie, et l'Institut Max-Planck de recherche sur les polymères. Dans le voisinage direct de l'université se situe également l'université de sciences appliquées de Mayence.

### Bibliothèques
L'université de Mayence dispose d'une bibliothèque centrale, de six bibliothèques interdisciplinaires, et d'une trentaine de bibliothèques spécialisées qui assurent une présence bibliothécaire décentralisée. Une bibliothèque féministe (Frauenbibliothek) rassemble également de la documentation sur la Femme. Elle est gérée par les étudiants eux-mêmes. Le fond rassemble actuellement au total plus de 4 millions de références.

### WebTV
L'Université de Mayence détient depuis 2007 une autre particularité: elle est la première université proposant un programme télévisuelle diffusé sur l'Internet. C'est un projet lancé sur initiative de la représentation étudiante des cursus audiovisuelles et journalistiques.

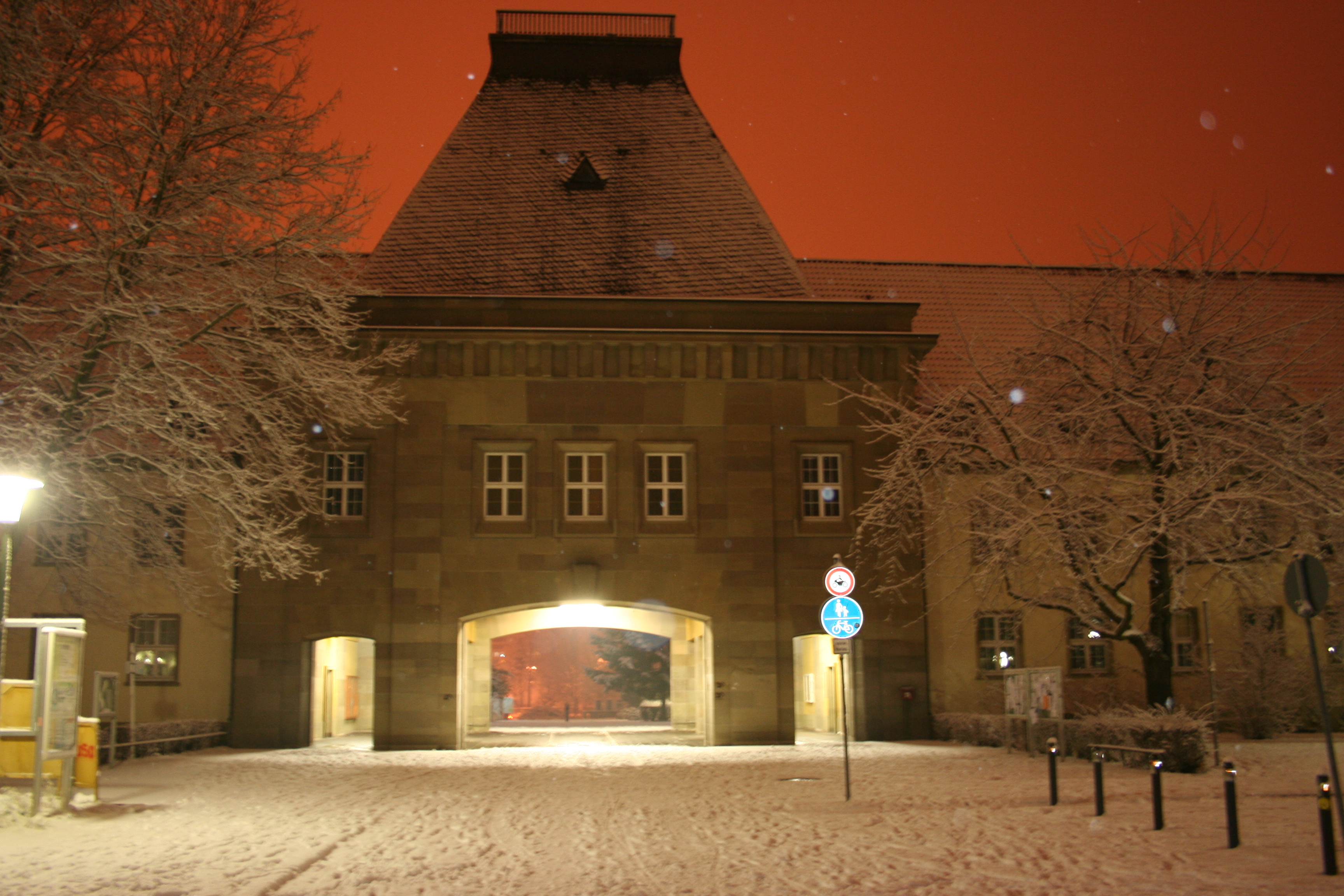
Le Forum et l’entrée principale en 2006, ancienne caserne des unités de batteries antiaériennes.

### Cursus internationaux
L'université Johannes-Gutenberg propose plusieurs cursus intégrés, permettant l'obtention de un ou plusieurs diplômes en plus du diplôme allemand.
Le plus important en termes de recrutement est le cursus intégré Dijon-Mayence soutenu par l'Université franco-allemande, en langue, sciences humaines ou droit en coopération avec l'université de Bourgogne à Dijon, mais aussi celle de Sherbrooke (Canada) en option tri-nationale. Un master étude européenne tri-national est également proposé avec les universités de Bourgogne et d'Opole, et un master intégré « Sociolinguistics and Multilingualism » avec les universités de Tartu, Stockholm et Kaunas, permettant l'obtention d'un double diplôme à l'issue du cursus.

## Personnalités liées à l'université

### Encadrement et professeurs
- Fritz Strassmann, chimiste allemand, découvert la fission nucléaire de l'uranium
- Ernst Käsemann, spécialiste du Nouveau Testament.
- Eugen Ewig, historien allemand dont les travaux portent sur le Haut Moyen Âge, et particulièrement sur la période mérovingienne.
- Georg Milbradt, Ministre-président de la Saxe (2002-2008) : professeur des universités de sciences financières et économiques (1980-1985) ;
- Jürgen Zöllner, sénateur à l'Éducation, à la Science et à la Recherche de Berlin (2006- ) : président (1990-1991).
- Georg Forster, bibliothécaire de l'université de Mayence
- Elisabeth Noelle-Neumann, sociologue
- Gerhard Grohs sociologe et africaniste (1929-2015)
- Thomas Bierschenk ethnologue et sociologue, africaniste
- Paul Josef Cordes, cardinal, président du Conseil pontifical Cor unum (1995-2010).
- Eugen Lerch, romaniste et philologue
- Thomas Metzinger, directeur du groupe de philosophie théorique au département de philosophie
- Stephan Steingräber, spécialiste de l'archéologie italico-étrusque et de la Grande Grèce.
- Theodor Schieffer, historien médiéviste
- Heinz Hemrich (1923-2009), sculpteur
- Beatrice Weder di Mauro, économiste
- Claudia Felser, professeure de physique et de chimie, spécialiste en science des matériaux, colauréate 2019 du Prix James McGroddy pour les nouveaux matériaux décerné par l'American Physical Society (APS)[7].
- Özlem Türeci, médecin et entrepreneuse
- Uğur Şahin, médecin et entrepreneur

### Étudiants
- Peter Scholl-Latour (1924-2014), journaliste et essayiste franco-allemand.
- Carl-Ludwig Wagner (1930-2012) ministre-président de la Rhénanie-Palatinat (1988-1991) : diplôme de droit en 1953
- Hans Friderichs (1931-), ministre fédéral de l'Économie (1972-1977) : doctorat de droit en 1957.
- Fritz-Albert Popp (1938-2018), biophysicien : doctorat de physique théorique
- Klaus Töpfer (1938-), ministre fédéral de l'Environnement (1987-1994) : études supérieures de sciences économiques.
- Rainer Brüderle (1945), ministre fédéral de l'Économie (2009 - 2011) : diplôme de sciences économiques en 1971
- Franz Josef Jung (1949-), ministre fédéral de la Défense (2005-2009) et du Travail (2009) : doctorat de droit en 1978.
- Maria Böhmer (1950-), déléguée du gouvernement fédéral pour les Migrations et ministre d'État à la chancellerie (2005-2013).
- Lotte Profohs (1955), peintre et graphiste féministe autrichienne.
- Stefan Grüttner (1956-), ministre des Affaires sociales et de l'Intégration de Hesse : diplôme de sciences économiques en 1983.
- Axel Wintermeyer (1960-), ministre avec attributions spéciales de Hesse (2010- ).
- Katja Werthmann (1964-), ethnologue allemande, africaniste : habilitation à l’Université de Mayence.
- Zsuzsa Bánk (1965-), écrivaine allemande : études supérieures de science politique et de littérature.
- Claudius Moseler (1966-), secrétaire général de Parti écologiste-démocrate (ödp).
- Silke Lautenschläger (1968-), ministre des Affaires sociales (2001-2009), puis de l'Environnement et de l'Agriculture de Hesse (2009 - 2010) : diplôme de droit en 1993.
- Julia Klöckner (1972-), ministre fédérale allemande de l'Alimentation et de l'Agriculture : maîtrise de sciences politiques, théologie et pédagogie en 1998.
- Kristina Schröder (1977-), ministre fédérale de la Famille (2009-2013 ) : doctorat de sociologie en 2009.
- Gregor Huber, violoniste allemand : doctorat en physique en 1997.

### Docteurhonoris causa
- Karl Lehmann, depuis 2006
- Leopold Arnaperger, PDG de Knoll AG
- Heinz Berndt, ingénieur, métallurgie
- Friedrich Bischoff[Lequel ?], Intendant du Südwestrundfunk a.D.
- Otto Boehringer jun.
- Erich Dombrowski, rédacteur en chef du Allgemeinen Zeitung de Mayence
- Jakob Graf von und zu Eltz
- Pierre Feuillée, Prof., Dr, ancien président de l'Université de Bourgogne, Dijon
- André François-Poncet, Ambassadeur de France
- Jockel Fuchs, Maire de Mayence
- Karl Andreas Glaser (1841-1935), chimiste allemand, entrepreneur
- Drago Grdenic, Prof., Dr, recteur Université de Zagreb
- Heinrich Hopff, Prof., Dr phil.
- Hanns Dieter Hüsch, cabarettiste
- Alfred Hüthig, Dr phil.
- Louis Théodore Kleinmann, Colonel, commandant français de la ville Mayence en 1945-1946
- Hans Klenk, Generalkonsul, entrepreneur
- Julius Lehlbach, MdL a.D., président de Deutscher Gewerkschaftsbund Rhénanie-Palatinat a.D.
- Julius Liebrecht, entrepreneur
- Otto Löhr, directeur de l'Académie Pédagogique i.R.
- Ernst Marx, Dr med.
- Werner Neuse, Prof., Dr phil., Litt. D. h. c.
- Michel Oppenheim, Dr h.c., délégué culturel de la ville de Mayence a.D., cofondateur de l'association »Freunde der Universität Mainz. e.V.«
- Roger Paris, ancien président de l'Université de Bourgogne, Dijon
- Jocelyne Pérard, ancienne présidente de l'université de Bourgogne, Dijon
- Emil Preetorius, président de l'Académie des beaux-arts de Bayern a.D.
- Menahem Pressler, Prof., pianiste, professeur de musique
- Olin C. Robison, Prof., Dr, ancien président du Middlebury College/Vermont
- Emy Roeder, Prof., sculpteur
- Georg Rückert, Dr iur., président du gouvernement a. D.
- Curt Freiherr von Salmuth, Dr rer. nat. h.c.
- Otto Sartorius, Dr phil.
- Ernst Schäck, Ministerialdirigent a.D.
- Erling Ozer Schild, Prof., Dr, recteur d'université de Haifa
- Anna Seghers, Dr phil., écrivain allemand du XXe siècle
- Alexander Freiherr von Senarclens-Grancy
- Ludwig Strecker, Dr iur., Dr phil. h. c., Musikverlag B. Schott's Söhne
- Lothar Strobel, Dr iur., Rechtsanwalt, Generalbevollmächtigter des Verwaltungsrates der Blendax-Werke a.D.
- Adolf Süsterhenn, Prof. Dr, MdB a.D., ministre d'État a.D., président du des Oberlandesverwaltungsgerichtes a.D., Vorsitzender des Verfassungsgerichtshofs in Koblenz a.D.
- Wulf Vater
- Jaques Vaudiaux, Prof., Dr, recteur d'académie de Montpellier
- Siegfried Wagner, Dr iur., président du Justizprüfungsamtes a.D.
- Herbert Willersinn, Dipl.-Chemiker, Prof., Dr rer. nat., membre du bureau de BASF AG
- Carl Zuckmayer, Dr mult. h.c., écrivain allemand du XXe siècle

## Sources
- (de) Cet article est partiellement ou en totalité issu de l’article de Wikipédia en allemand intitulé « Johannes Gutenberg-Universität Mainz » (voir la liste des auteurs).

- (en) Cet article est partiellement ou en totalité issu de l’article de Wikipédia en anglais intitulé « University of Mainz » (voir la liste des auteurs).